# Trommelbauch
Trommelbauch ist ein niederländischer Kinderspielfilm nach der Buchvorlage von Cornelis Johannes Kieviet aus dem Jahre 2010. Das Drehbuch schrieb Luuk van Bemmerien und Regie führte Arne Toonen.

## Handlung
Dik lebt in Dicksleben/Pummelhausen. Wie der Name es bereits sagt sind dort alle dick. So auch Dik und seine Eltern. Dann zieht die Familie nach Dünnhausen, um dort ein Restaurant zu betreiben. Dort sind alle dem Schlankheitswahn verfallen und sein Vater muss auf der Karte Tofu und Rhabarbershakes anbieten. Da Mutter Trom nichts in ihrer Größe bekommt, näht sie ihre Kleider selbst und will abnehmen. Dik wird an der Schule gehänselt. Er verliebt sich in ein Mädchen von der Schule und versucht, sie mit Süßigkeiten zu beeindrucken.

## Produktion
In den Niederlanden wurde der Film am 24. November 2010 veröffentlicht.
Der Kinostart in Deutschland war am 11. April 2013; am 3. Juli 2014 wurde der Film von Tiberius Film auf DVD veröffentlicht und am 12. Dezember 2015 im KiKa erstmals ausgestrahlt.

## Kritik
- Kinderkinobüro meint: „Der farbenfrohe, einfallsreiche und witzige Film ist ein Plädoyer für Toleranz und Akzeptanz.“[6]
- Kinderfilmblog sagt: „Ein wenig krankt Trommelbauch letztlich daran, dass er sich seines Themas nicht ganz sicher ist und ihm gelegentlich die kritische Gedankentiefe fehlt, die eine auf die Körper fokussierte Auseinandersetzung benötigt hätte.“[7]

## Auszeichnungen
Von der Filmbewertungsstelle erhielt der Film das Prädikat Besonders wertvoll.